# AMC Theatres
AMC Entertainment Holdings, Inc., meglio nota come AMC Theatres (dove AMC è acronimo di American Multi-Cinema), è una multinazionale statunitense attiva nella gestione di sale cinematografiche.
Si tratta del più grande gestore di sale cinematografiche al mondo ed è quotata presso la Borsa di New York nell'indice Russell 2000. Controlla diverse altre catene di sale cinematografiche tra cui il gruppo britannico Odeon Cinemas Group, che comprende Nordic Cinema Group, UCI Cinemas e Odeon Cinemas.

## Storia
Nel 1920 i fratelli Maurice, Edward e Barney Dubinsky fondarono a Kansas City, nel Missouri, la Dubinsky Bros. per acquistare e gestire il Regent Theatre di Kansas City. Successivamente Maurice morì nel 1929 e Barney lasciò l'azienda nel 1936 dopo esser rimasto ferito in un incidente d'auto, così l'azienda rimase a Edward, che decise di cambiare il suo cognome (e conseguentemente il nome dell'azienda) in Durwood; ne scaturì una controversia legale coi fratelli Barney ed Irwin.
L'azienda iniziò ad espandersi nel 1945 con l'ingresso in azienda di Stanley, figlio di Edward, che suggerì al padre di costruire dei drive-in a Saint Joseph, Jefferson City e Leavenworth; contestualmente furono acquistate diverse sale cinematografiche di Kansas City tra cui il Liberty Theater (ridenominato Roxy Theater), l'Empire Theater, il Capri Theatre, il Midland Theatre ed il Paramount Theatre. Nel 1961 alla morte di Edward, Stanley subentrò nella gestione della compagnia, che rinominò in American Multi-Cinema, e inaugurò nel 1962 il suo primo multisala a Kansas City, denominato Parkway Twin Theatre.